# DNVP
Njemačka narodna stranka (njemčki: Deutschnationale Volkspartei, skrćeno DNVP) bila je nacionalno konzervativna stranka u Weimarskoj republici, čiji je program uključivao nacionalizam, nacionalni liberalizam, antisemitizam, imperijalno-monarhistički konzervativizam i etničke elemente. Nakon što je u početku bila razvidno neprijateljski raspoložena prema republici i, na primjer, podržavajući Kapp puč iz 1920., ona je od sredine 1920-ih sve više sudjelovala u carskim i regionalnim vladama. Nakon poraza na izborima 1928. i izdavača Alfreda Hugenberga koji je izabran za vođu stranke, stranka je opet zastupala krajnje nacionalističke poglede i zahtjeve. Kao rezultat suradnje s NSDAP-om, od 1930. DNVP gubi na važnosti.